# Mokřice
Mokřice jsou malá vesnice, část města Krásná Hora nad Vltavou v okrese Příbram ve Středočeském kraji. Nachází se asi 3,5 kilometru jižně od Krásné Hory nad Vltavou. Vesnicí protéká Mokřický potok. Je zde evidováno 26 adres. V roce 2011 zde trvale žilo čtrnáct obyvatel.
Mokřice jsou také název katastrálního území o rozloze 4,59 km². V katastrálním území Mokřice leží i Vrbice.

## Historie
První písemná zmínka o vesnici pochází z roku 1402.

## Obyvatelstvo
| Rok            | 1869 | 1880 | 1890 | 1900 | 1910 | 1921 | 1930 | 1950 | 1961 | 1970 | 1980 | 1991 | 2001 | 2011 | 2021 |
| -------------- | ---- | ---- | ---- | ---- | ---- | ---- | ---- | ---- | ---- | ---- | ---- | ---- | ---- | ---- | ---- |
| Počet obyvatel | 176  | 168  | 131  | 118  | 119  | 104  | 98   | 86   | 88   | 72   | 56   | 48   | 30   | 14   | 26   |
| Počet domů     | 19   | 23   | 24   | 23   | 22   | 21   | 21   | 23   | 23   | 20   | 17   | 19   | 19   | 19   | 20   |

## Obecní správa
Při sčítání lidu v letech 1850–1979 Mokřice byly osadou obce Krašovice, se kterým patřily nejprve do okresu Sedlčany, ale od roku 1960 v okrese Příbram. Od 1. ledna 1980 jsou částí města Krásná Hora nad Vltavou v okrese Příbram.

## Společnost
Ač je Mokřice malá svou rozlohou i počtem stálých obyvatel, je kulturně velmi aktivní, a to především díky místnímu Sboru dobrovolných hasičů. Během léta se zde na tzv. Šikmé ploše (místní fotbalové zkosené hřiště) konají hobby fotbalová utkání a vesnické koncerty a zábavy pod širým nebem. Během zimy jsou to zase vaťákový ples a Mikulášská zábava. Každý rok probíhá za velké účasti návštěvníků z širokého okolí výlov menšího Mokřického rybníka,

## Galerie

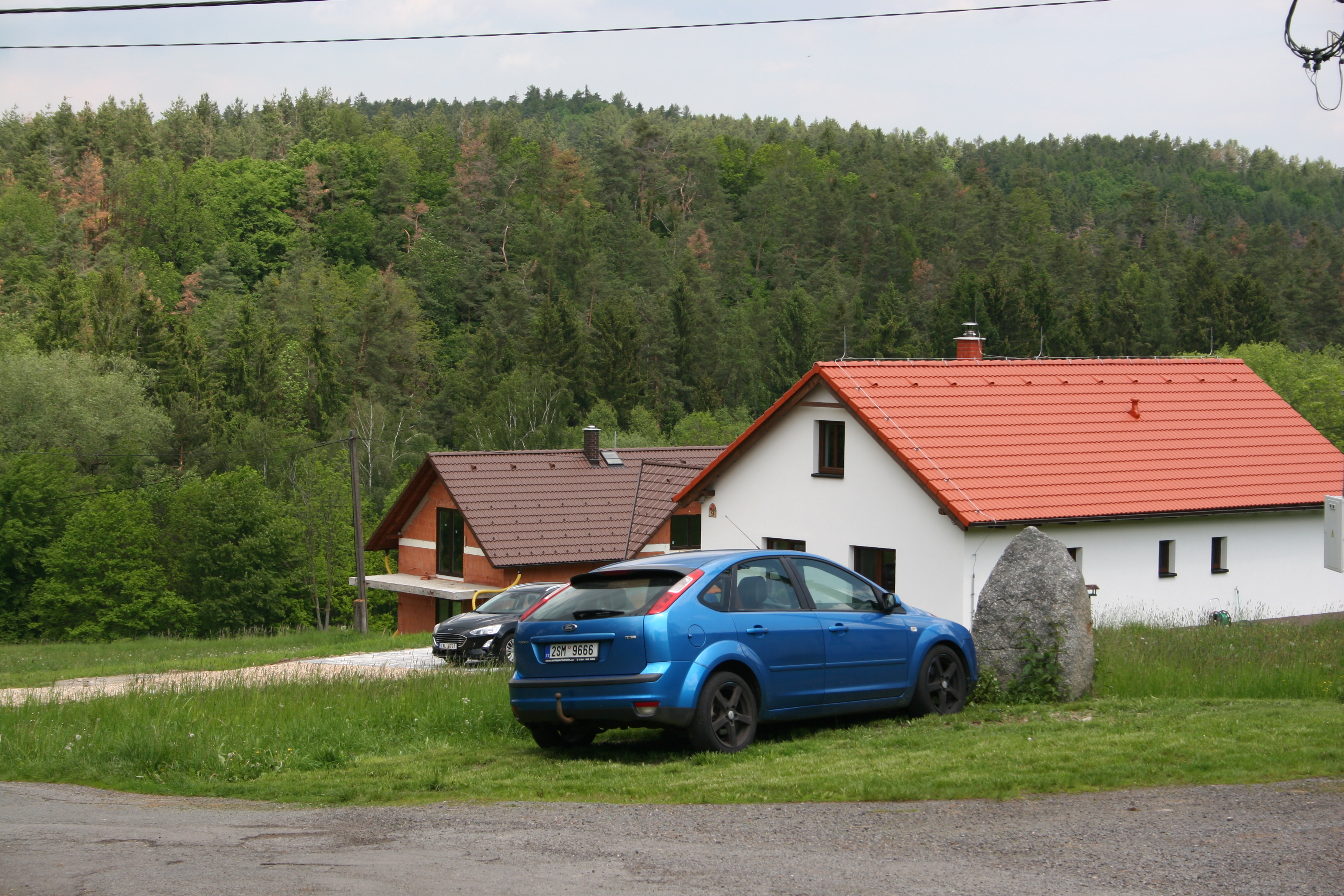
Domy v Mokřicích (2019)
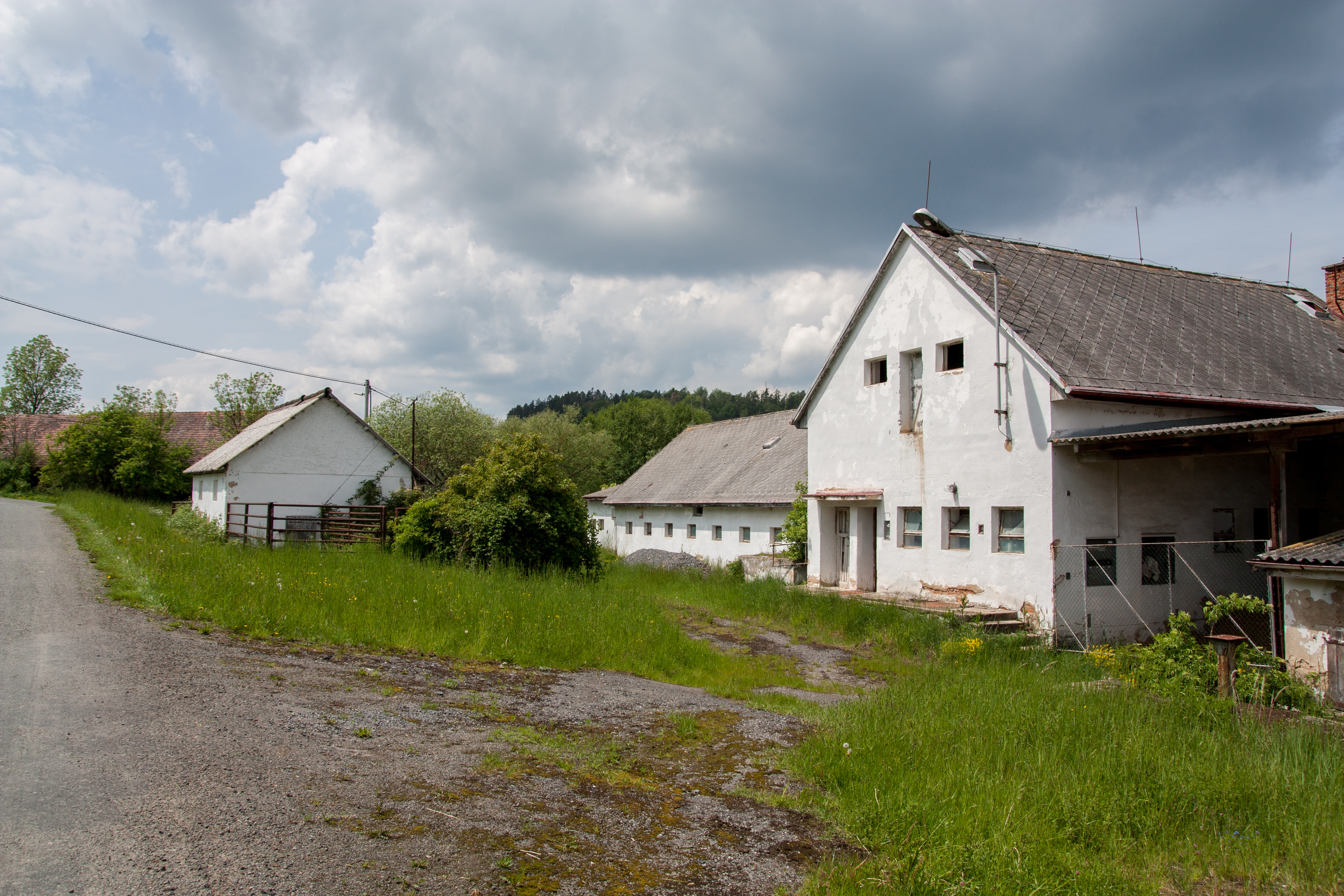
Statek (2019)
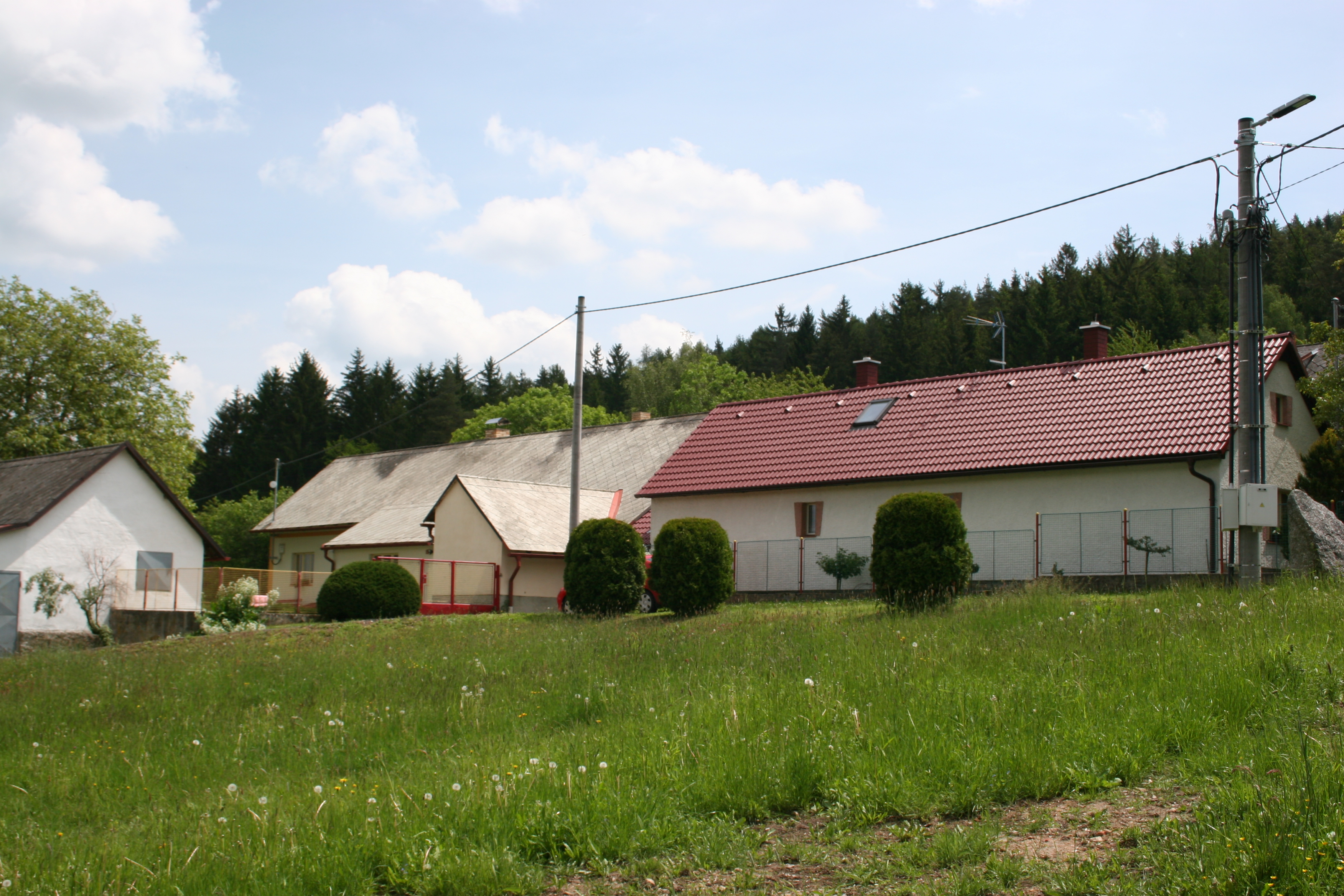
Domy (2019)
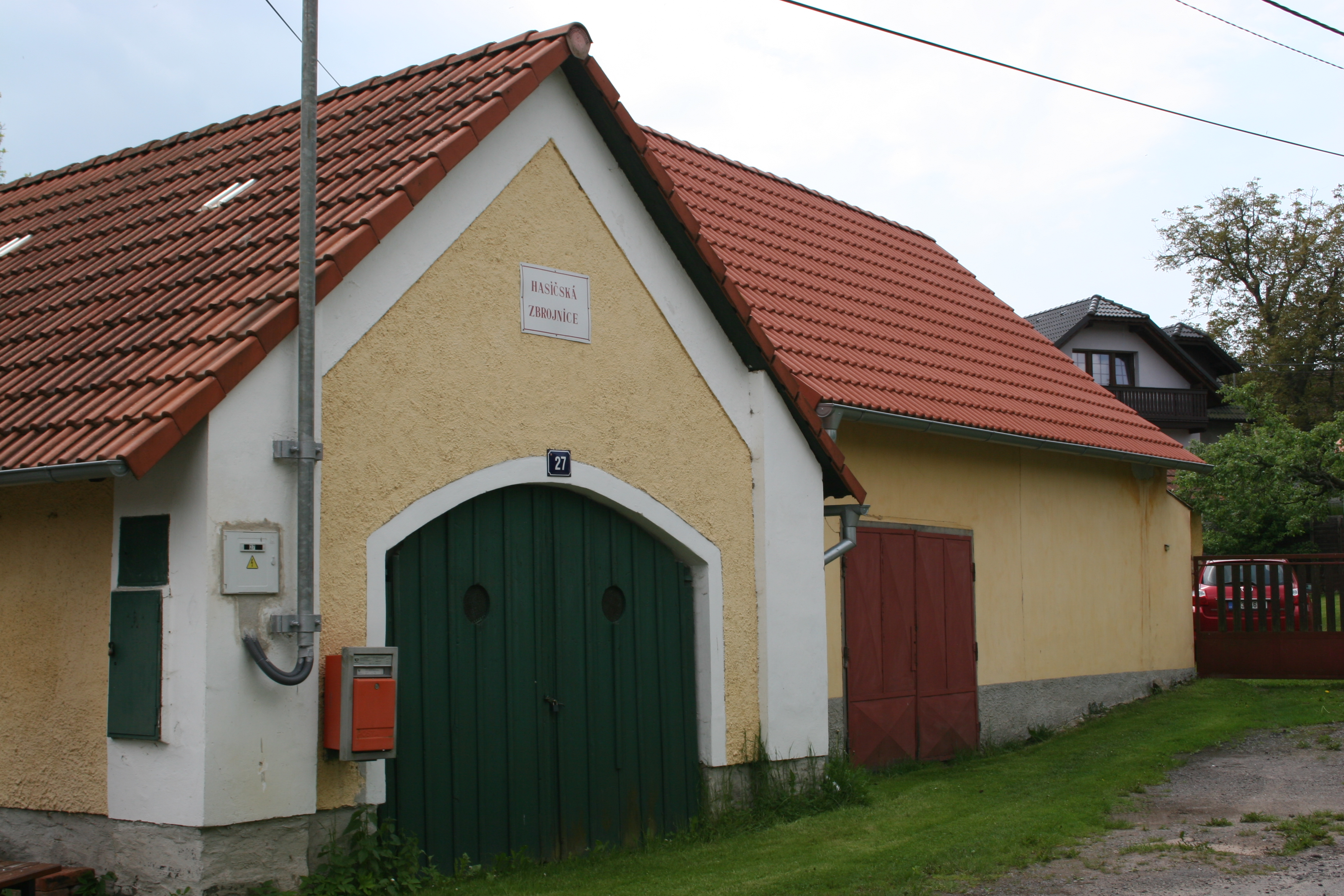
Usedlost (2019)
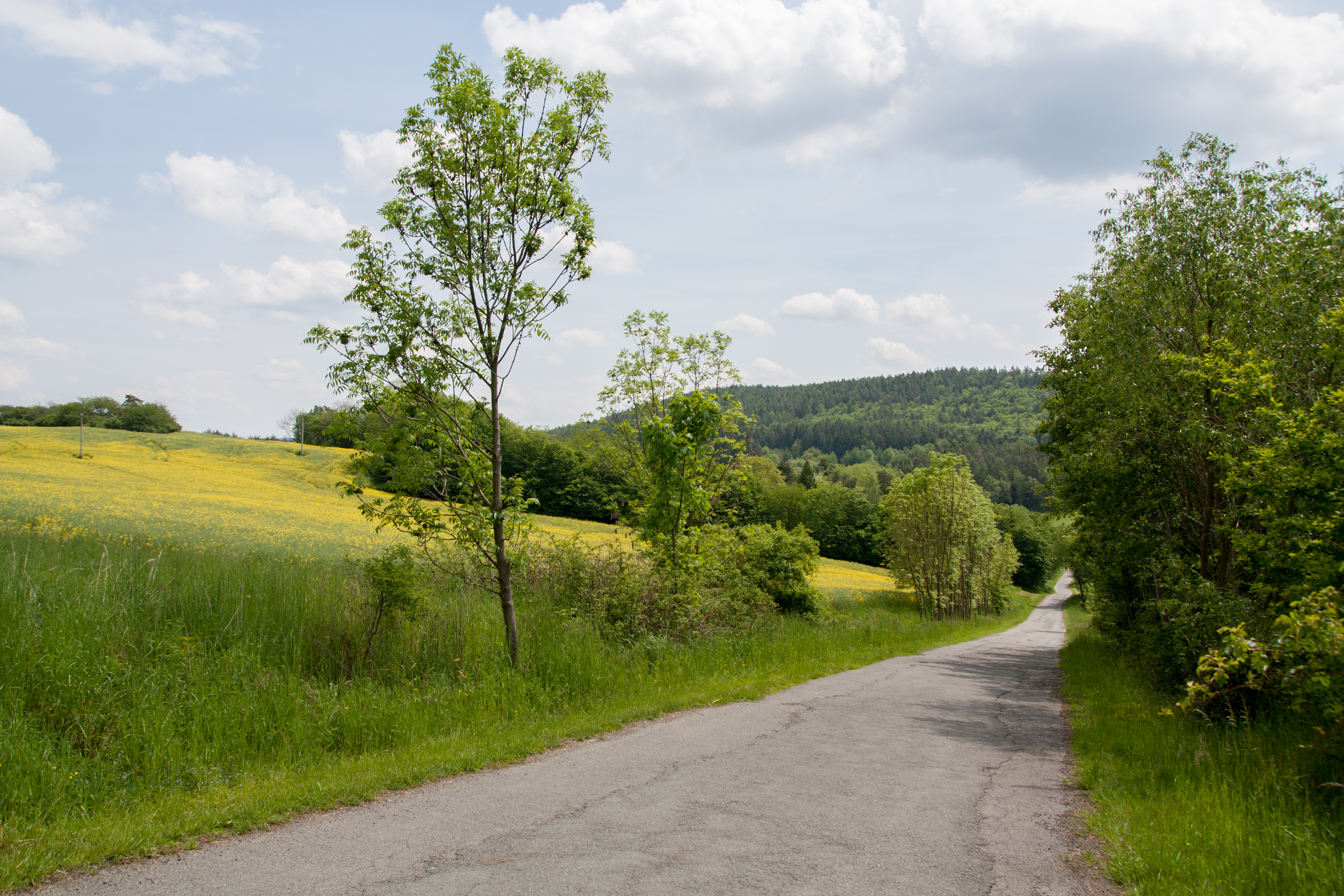
Pohled do krajiny za obcí (2019)